# Harry Wilson
Harry Wilson (Wrexham, 22 de março de 1997), é um futebolista galês que atua como meio-campista. Atualmente, joga pelo Fulham.